# آمازاکه بابا
آمازاکه بابا (甘酒 ざけ, «عجوزهٔ آمازاکه») یا آمازاکه بانبا، در فولکلور ژاپنی پیرزنی یوکای در استان میاگی و آئوموری کشور ژاپن است. ظاهر او عملاً در مقابل یک پیرزن معمولی قابل تشخیص نیست، و همین امر باعث می‌شود تا زمانی که خیلی دیر نشده است، او را به عنوان یک یوکای تشخیص ندهد. شایعه شده که او اواخر شب به درب خانه‌ها می‌آید و پس از در زدن با صدایی کودکانه درخواست می‌کند: «ممکن است آمازاکه داشته باشید؟»، اما اگر کسی جواب بدهد خواه پاسخ مثبت یا منفی باشد، به بیماری آبله یا سرماخوردگی دچار می‌شود. او زمانی که آبله در ژاپن بیداد می‌کرد به ایزدبانوی آبله شهرت داشت. گفته شده برای دور نگاه داشتن او، شاخه‌ای از سدر در درب ورودی می‌گذارند. مادران برای جلوگیری از بیمار شدن فرزندانشان به آمازاکه بابا هدایایی ارائه می‌دهند. تفاوت کلیدی بین آمازاکه بابا و آمازاکه بانبا در این است که آمازاکه بانبا سعی می‌کند آمازاکه بفروشد، در حالی که آمازاکه بابا می‌پرسد که آیا کسی آمازاکه دارد یا خیر، اگر نشانه یا تابلویی جلوی در آویزان باشد که در جواب بگوید «ما ساکی یا آمازاکه دوست نداریم»، آمازاکه بابا را دور نگه می‌دارد و به خانه بعدی می‌رود.

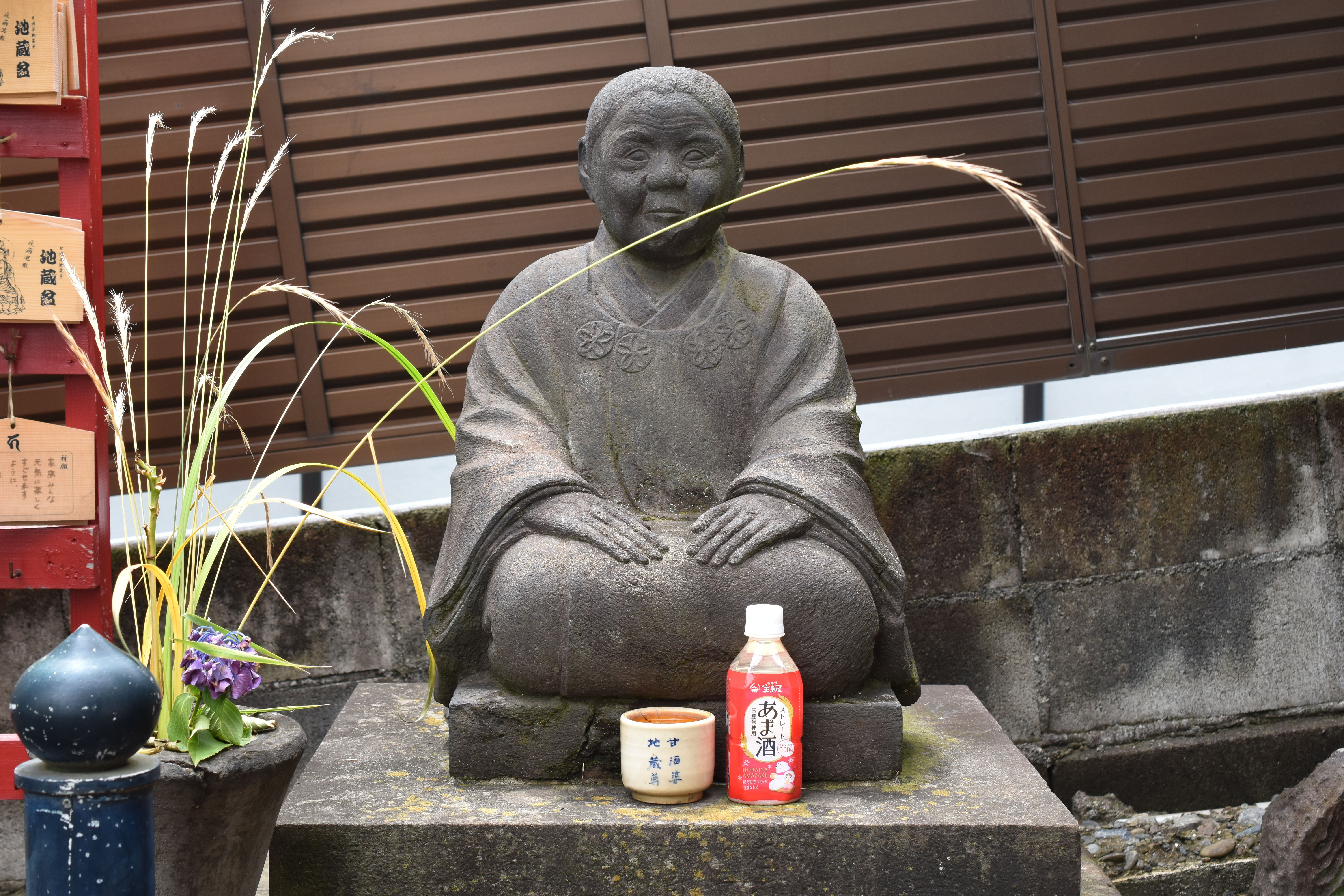
تندیس آمازاکه بابا در توکیو

موجودی مشابه به نام آمازاکه بانبا در استان یاماناشی شناخته می‌شود. او سعی می‌کند ساکی یا آمازاکه خود را در شب‌های زمستان و خانه به خانه به فروش برساند و هر کس که به او پاسخ دهد برایش بیماری به ارمغان می‌آورد. او تنها با نشانه‌ای کنار در ورودی که می‌گوید «ما ساکی یا آمازاکه دوست نداریم» دفع می‌شود.
در کوهیناتا در مجاورت بونکیو-کو، توکیو، آمازاکه بابا یک موجود فراطبیعی محسوب نمی‌شود، بلکه تنها یک انسان آمازاکه فروش محلی از همسایگی است، که بر اثر سرماخوردگی درگذشته و پس از مرگ به عنوان موجودیتی ایزدگونه برای محافظت از کودکان در برابر بیماری‌ها است.